# Albin Walter Norblad Jr.
Albin Walter Norblad Jr. (ur. 12 września 1908 w Escanaba w Michigan, zm. 20 września 1964 w Bethesda w Maryland) – amerykański polityk i prawnik związany z Partią Republikańską.
W latach 1946–1964 był przedstawicielem pierwszego okręgu wyborczego w stanie Oregon w Izbie Reprezentantów Stanów Zjednoczonych.